# Mirela Maniani
Mirela Maniani (Grieks: Μιρέλα Μανιάνι) ook wel Mirela Manjani of Mirela Tzelili, (Durrës, 21 december 1976) is een Griekse atlete van Albanese afkomst, die is gespecialiseerd in het speerwerpen. Ze is op dit onderdeel tweevoudig wereldkampioene, Europees kampioene en drievoudig Grieks kampioene. Ze nam driemaal deel aan de Olympische Spelen en won hierbij twee medailles.

## Biografie

### Jeugd
Haar internationale debuut maakte Maniani in 1991. Op het Europees Jeugd Olympisch Festival in Brussel won ze een bronzen medaille. Met een beste worp van 47,36 m eindigde ze achter de Oekraïense Tatyana Shlupkina (50,42) en Britse Kirsty Morrison (48,34). In 1994 won ze de Balkan Games.
Op het EK voor junioren in 1995 in het Hongaarse Nyíregyháza eindigde ze op een tweede plek achter de Finse Taina Uppa (goud) en voor de Griekse Angeliki Tsiolakoudi. Dat jaar deed ze ook bij de senioren voor het eerst mee aan de wereldkampioenschappen. Hierbij eindigde ze op een laatste en twaalfde plaats met 55,56.

### Senioren
Mirela Maniani vertegenwoordigde op de Olympische Spelen van 1996 in Atlanta haar geboorteland Albanië. Met een beste poging van 55,64 sneuvelde ze in de kwalificatieronde.
Sinds haar eerste grote succes, het winnen van de wereldtitel in Sevilla, behoort ze tot de atletieksterren van Griekenland. Deze wedstrijd won ze met een beste worp van 67,09. In 2000 nam ze opnieuw deel aan de Olympische Spelen, maar ditmaal voor Griekenland. Met 67,51, waarmee ze tevens het Griekse record verbeterde, behaalde ze een zilveren medaille achter de Noorse Trine Hattestad (goud) en voor de Cubaanse Osleidys Menéndez.
Maniani deed ook mee aan de wereldkampioenschappen in 2001 en 2003. In 2001 won ze zilver en in 2003 won ze voor de tweede maal de wereldtitel. Op de Olympische Spelen van 2004 in Athene, waarbij ze voor de tweede maal uitkwam voor Griekenland, kon ze de hooggespannen verwachtingen niet waarmaken. Haar 64,29 was goed voor een derde plek, achter de Cubaanse Osleidys Menéndez de Duitse Steffi Nerius.
Van 1997 tot 2002 was ze met de Griekse gewichtheffer Giorgos Tzelili getrouwd. In 1997 kreeg ze ook de Griekse nationaliteit.

## Titels
- Wereldkampioene speerwerpen - 1999, 2003
- Europees kampioene speerwerpen - 2002
- Grieks kampioene speerwerpen - 1999, 2001, 2005

## Persoonlijk record
| Onderdeel   | Prestatie           | Datum             | Plaats |
| ----------- | ------------------- | ----------------- | ------ |
| speerwerpen | 67,51 m (nat. rec.) | 30 september 2000 | Sydney |

## Palmares

### speerwerpen
- 1991:  Europees Jeugd Olympisch Festival - 47,36 m
- 1994:  Balkan Games - 56,52 m
- 1995:  EJK - 59,36 m
- 1995: 12e WK - 55,56 m
- 1997:  Balkan Games - 59,78 m
- 1997: 11e WK - 61,02 m
- 1998:  Europacup B - 63,60 m
- 1999:  Europacup B - 64,99 m
- 1999:  WK - 67,09 m
- 2000:  Europacup - 57,84 m
- 2000:  OS - 67,51 m
- 2001:  Europacup B - 65,05 m
- 2001:  WK - 65,78 m
- 2002:  EK - 67,47 m
- 2002:  Europacup B - 63,04 m
- 2003:  Europacup - 63,13 m
- 2003:  WK - 66,52 m
- 2004:  OS - 64,29 m
- 2005: 6e Europacup - 57,21 m

1983 Tiina Lillak ·
1987 Fatima Whitbread ·
1991 Xu Demei ·
1993 Trine Hattestad ·
1995 Natalja Sjykolenko ·
1997 Trine Hattestad ·
1999 Mirela Maniani ·
2001 Osleidys Menéndez ·
2003 Mirela Maniani ·
2005 Osleidys Menéndez ·
2007 Barbora Špotáková ·
2009 Steffi Nerius ·
2011 Barbora Špotáková ·
2013 Christina Obergföll ·
2015 Katharina Molitor ·
2017 Barbora Špotáková ·
2019 Kelsey-Lee Barber ·
2022 Kelsey-Lee Barber ·
2023 Haruka Kitaguchi